# 卡爾塔爾

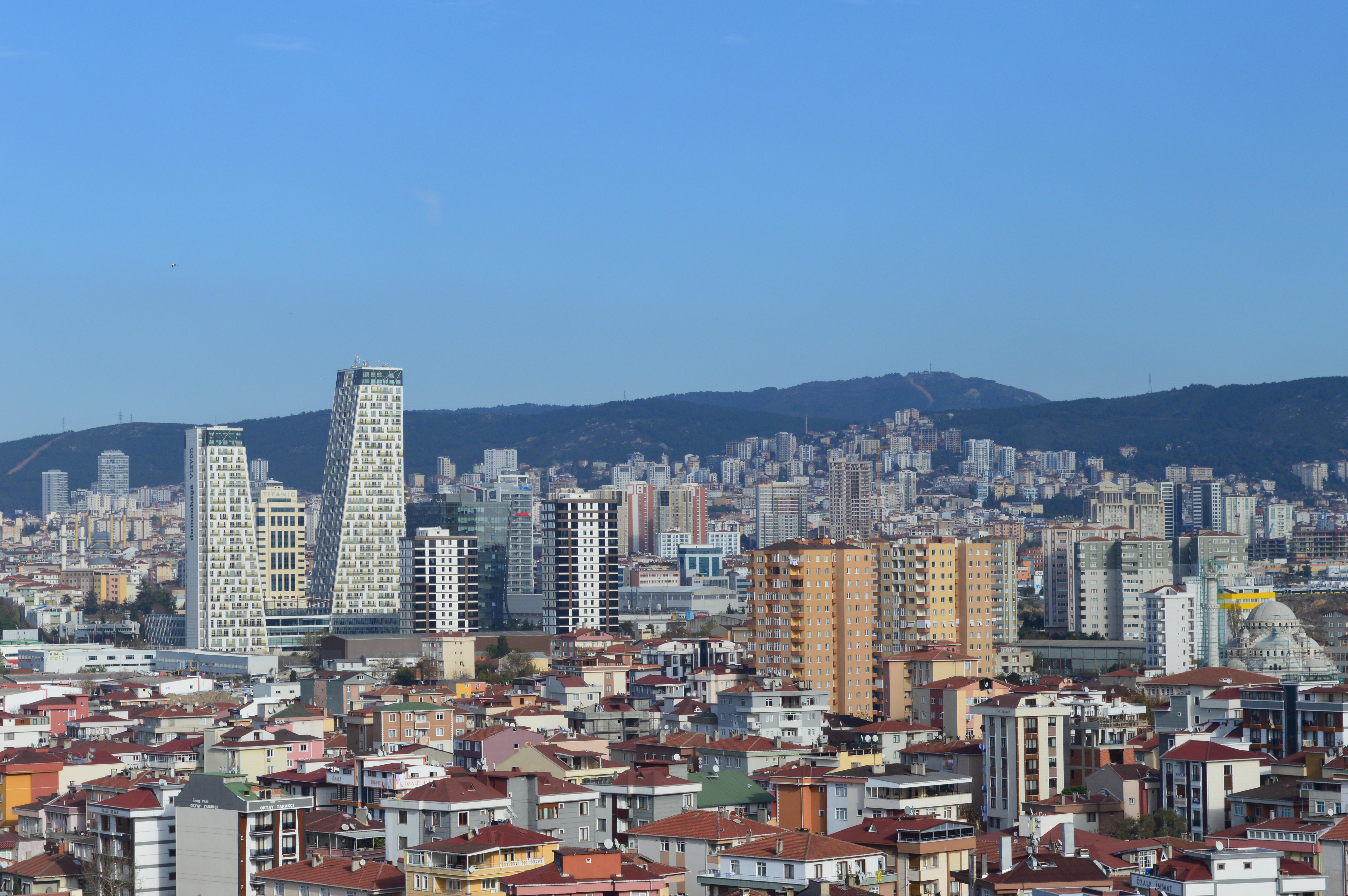

卡爾塔爾

卡爾塔爾（Kartal）是土耳其伊斯坦堡的39個區之一，位於博斯普魯斯海峽以東的亞洲部份，面積34.5平方公里，人口461,155人。

## 外部連結
- The Government Office at Kartal （页面存档备份，存于）（土耳其文）
- Kartal Municipality （页面存档备份，存于）